# Mikrocykas pięknowłosy
Mikrocykas pięknowłosy (Microcycas calocoma (Miq.) A.DC.) – gatunek rośliny z monotypowego rodzaju mikrocykas Microcycas z rodziny zamiowatych (Zamiaceae) z klasy sagowcowych. Jest endemitem Kuby, gdzie rośnie w miejscach trawiastych, w zaroślach i lasach w górach w zachodniej części wyspy.
Gatunek ma status krytycznie zagrożonego. Występuje na małym areale, jest bardzo nieliczny w naturze (na przełomie XX i XXI wieku udokumentowano 1,5 tys. okazów) i nie są rejestrowane tam młode okazy – liczebność populacji wyraźnie maleje. Siedliska gatunku są przekształcane – zajmowane pod rolnictwo, w lasach pozyskiwane jest drewno. Ludność miejscowo wykorzystuje też czasem te rośliny w formie wielkich pochodni czy świec (candelas), podpalając ich zasychające w czasie spoczynku pióropusze liści. Gatunek ujęty jest w załączniku do Konwencji CITES. Namnażany jest w ogrodach botanicznych, obszary występowania gatunku poddawane są ochronie.

## Rozmieszczenie geograficzne
Gatunek występuje na górzystych obszarach w zachodniej części Kuby w prowincji Pinar del Río, w górach Sierra de los Órganos, m.in. na północny zachód od San Diego de los Banos (Park Narodowy La Güira), w Parku Narodowym Viñales, w pobliżu Mil Cumbres.

## Morfologia

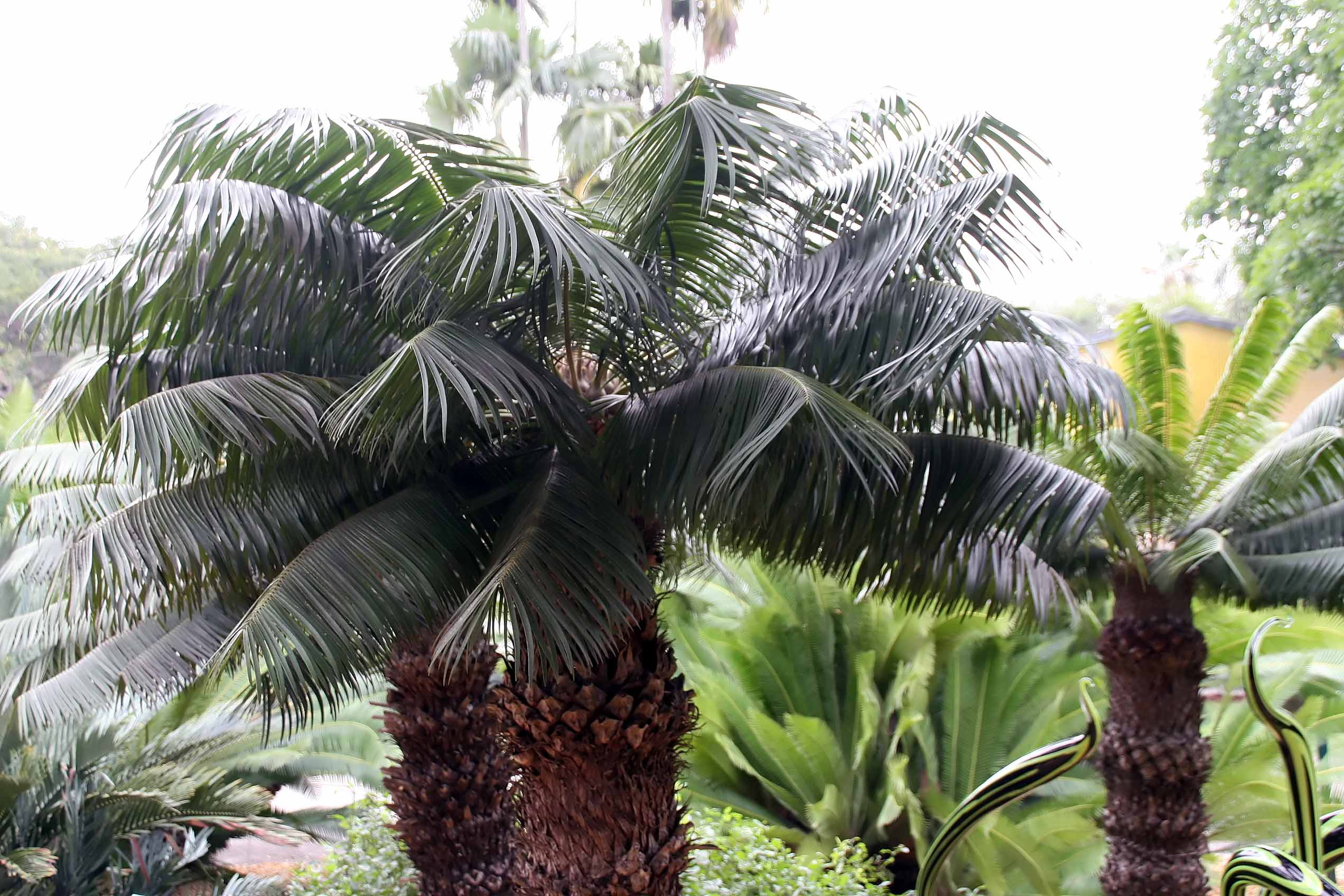

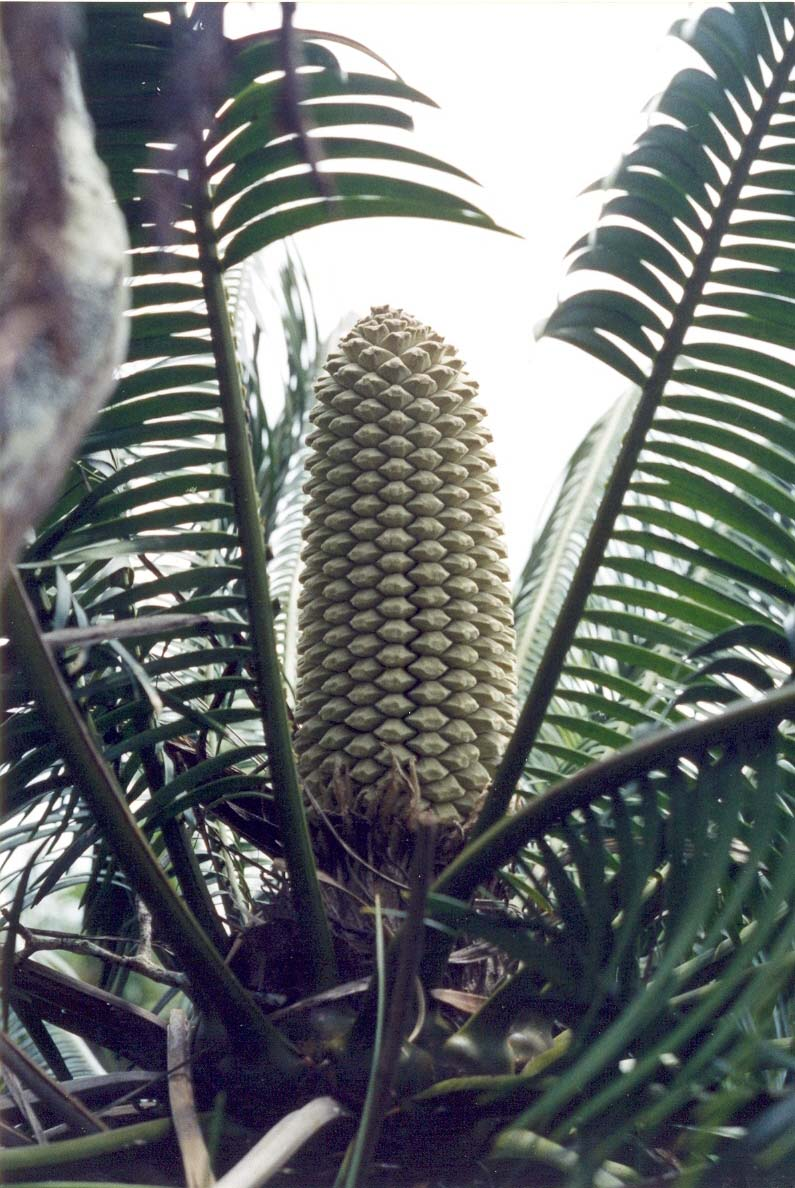
Szyszka żeńska wzniesiona w czasie kwitnienia

PokrójRośliny o pniu osiągającym 10 m wysokości i 60 cm średnicy, zwykle pojedynczym, a jeśli rozgałęziającym się to z powodu uszkodzenia, nietworzącym też odrostów u nasady. Młodsze części pnia okryte są nasadami liści i łuskowatymi katafilami, ale jedne i drugie szybko odpadają, odsłaniając powierzchnię początkowo gładką, z wiekiem korkowaciejącą.
LiścieZróżnicowane na liście łuskowate i asymilacyjne. Łuskowate katafile są do 4–6 cm długie i do 2 cm szerokie, gęsto szaro owłosione i na końcach często skręcone. Także młode liście asymilacyjne są owłosione, ale szybko łysieją. Wyrastają one skrętolegle na szczycie pędu, tworząc na jego szczycie pióropusz. Są pierzasto, pojedynczo złożone. Jest ich od kilku do 40, czasem rośliny w czasie spoczynku pozbawione są liści. Liście są nieco sztywne, żywo ciemnozielone, osiągają do 1 m długości. Listki wyrastają w 50–80 parach, osiągają 8–18 cm długości i 1–1,5 cm szerokości. Charakterystyczne dla gatunku jest to, że listki nie zmniejszają się bliżej szczytu liścia, stąd końce liścia wyglądają jak odcięte. Listki są wąskolancetowate, całobrzegie, nieco podwinięte, na szczycie zaostrzone.
Organy zarodnionośneRośliny dwupienne.
Mikrospory powstają w mikrosporangiach gęsto pokrywających dolną stronę mikrosporofili osiągających 2–2,5 cm długości. Te łuskowate męskie liście zarodnionośne zebrane są w prosto wzniesione, walcowate mikrostrobile, rozwijające się na owłosionej szypule o wysokości do 2,5 cm. Sam kwiatostan osiąga od 25 do 30 cm wysokości i od 5 do 8 cm średnicy. Mikrostrobile rozwijają się pojedynczo na roślinach.
Makrostrobile tworzą się także pojedynczo, mają kształt walcowaty i początkowo wznoszą się, a później zwieszają spomiędzy liści. Osiągają 50–94 cm długości i do 16 cm średnicy. Są gęsto, szaro owłosione. Rozwijają się na krótkich, szaro owłosionych szypułach i od nasady okryte są także gęsto, szaro owłosionymi łuskami osiągającymi do 10 cm długości. Makrosporofile osiągają ok. 5 cm długości, od zewnątrz pokryte są gęstymi, szarymi włoskami. Na każdym makrosporofilu rozwijają się dwa zalążki.
NasionaMięsista, zewnętrzna część łupina jest barwy różowej do czerwonej, o długości do 35 mm i średnicy 13–18 mm. Twarda część wewnętrzna jest jasnobrązowa, gładka i osiąga do 3 cm długości.

## Biologia rozwoju
Rośliny rosnące w optymalnych warunkach (w uprawie) zaczynają kwitnąć w wieku 8 lat. W warunkach takich rosną też stosunkowo szybko – z przyrostami rocznymi sięgającymi 20 cm.
Szyszki męskie i żeńskie tworzą się w maju – czerwcu i dojrzewają we wrześniu. Po zapyleniu i zapłodnieniu rozwój nasion trwa 10–14 miesięcy (w tym czasie żeńska szyszka się zwiesza i dojrzałe nasiona się z niej wysypują). Nasiona są gotowe do kiełkowania nie przechodząc okresu spoczynku i czasem rozpoczynają kiełkowanie jeszcze na roślinie macierzystej. Zdolność do kiełkowania zachowują nie dłużej jak cztery miesiące. Nasiona w odpowiednich warunkach kiełkują w siągu 15–20 dni, przy czym najpierw rozwija się silnie rosnący korzeń zarodkowy. Pierwszy liść rozwija się po około 8 miesiącach.
Roślina po kwitnieniu lub w wyniku utrzymującej się suszy czasem wchodzi w okres spoczynku i ogranicza rozwój liści. 
W naturze jednak niemal nie rejestruje się zawiązywania nasion zdolnych do kiełkowania i młodych roślin. Podczas kwitnienia tak szyszki męskie, jak i żeńskie wydzielają charakterystyczny, nieprzyjemny zapach, co świadczy o owadopylności. Problem z zawiązywaniem nasion tłumaczy się wyniszczeniem owadów zapylających z powodu stosowania insektycydów w rolnictwie oraz stresem związanym z niedostatkiem opadów. 

## Siedlisko
Mikrocykasy występują w zbiorowiskach trawiastych, zaroślowych i w widnych lasach, na zboczach wzniesień i w wąwozach, często w dolinach strumieni, aczkolwiek rosną na obszarach generalnie suchych. Rozwijają się zarówno na glebach kwaśnych jak i wapiennych, skalistych i gliniastych. Podczas silniejszych spadków temperatur rośliny te zrzucają liście, a temperatury ujemne powodują ich obumieranie.

## Systematyka
Pozycja systematyczna
Gatunek reprezentuje monotypowy rodzaj mikrocykas Microcycas z rodziny zamiowatych (Zamiaceae) z klasy sagowcowych. Rodzaj Microcycas jest siostrzanym względem rodzaju zamia Zamia.

## Nazewnictwo
Gatunek po raz pierwszy został opisany w 1852 przez holenderskiego botanika Friedricha A.W. Miquela jako Zamia calocoma. W 1868 Alphonse de Candolle przeniósł ten takson do wyodrębnionego rodzaju – Microcycas. Nazwa powstała z greckiego przyrostka mikro- znaczącego „mały” i naukowej nazwy sagowców Cycas. Wybór takiej nazwy w odniesieniu do rośliny większej od większości sagowców tłumaczony jest tym, że najwyraźniej autor dysponował niewielkim okazem w materiale zielnikowym.